# Lit Motors
Lit Motors Inc. là một công ty có trụ sở tại San Francisco đã bắt đầu thiết kế xe điện hai bánh có khả năng tự cân bằng nhờ con quay hồi chuyển. Công ty còn lên kế hoạch sản xuất quy mô nhỏ lần đầu tiên để có thể cho ra mắt vào năm 2014. Hãng được Daniel K. Kim thành lập vào năm 2010, mục tiêu ban đầu của Lit Motors là tạo ra một kiểu phương tiện giao thông cá nhân mới trong tương lai. Công ty hiện đang phát triển hai sản phẩm có tên mã là C-1 và Cargo Scooter.

## Sáng chế
Nguồn cảm hứng ban đầu của Lit Motors bất chợt đến với Kim vào năm 2003, khi ông gần như bị nghiền nát bởi một khung gầm trong khi sản xuất một động cơ diesel sinh học cho chiếc Land Rover Defender 90. Kinh nghiệm cận kề cái chết của Kim đã truyền cảm hứng để ông bổ đôi chiếc xe mà tạo thành chiếc xe điện độc đáo C-1 như bây giờ, như một phản ứng đối với những gì ông xem là lãng phí lớn trong ngành công nghiệp giao thông vận tải.

## Sản phẩm

### C-1

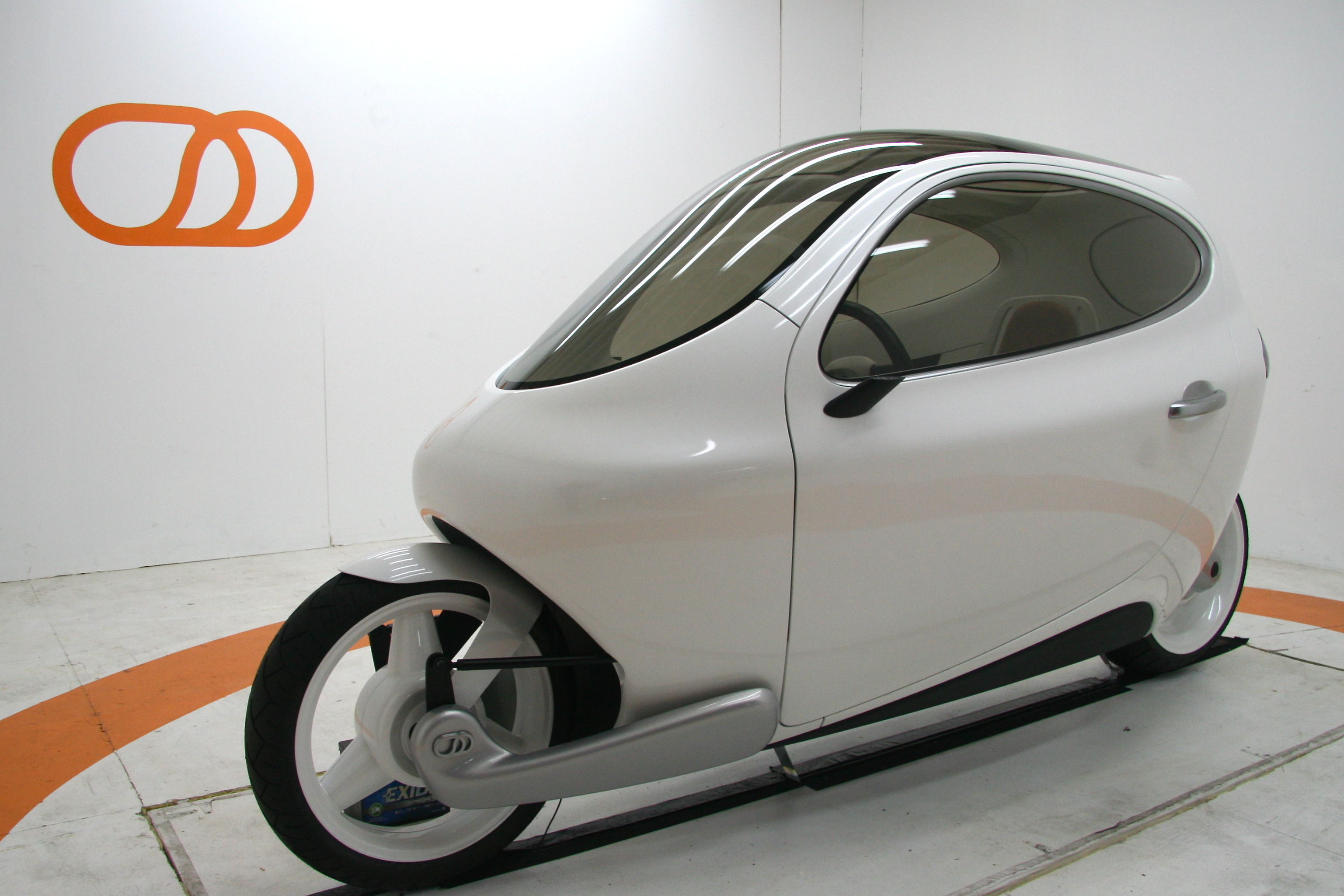
Mẫu C-1 nhìn từ trước

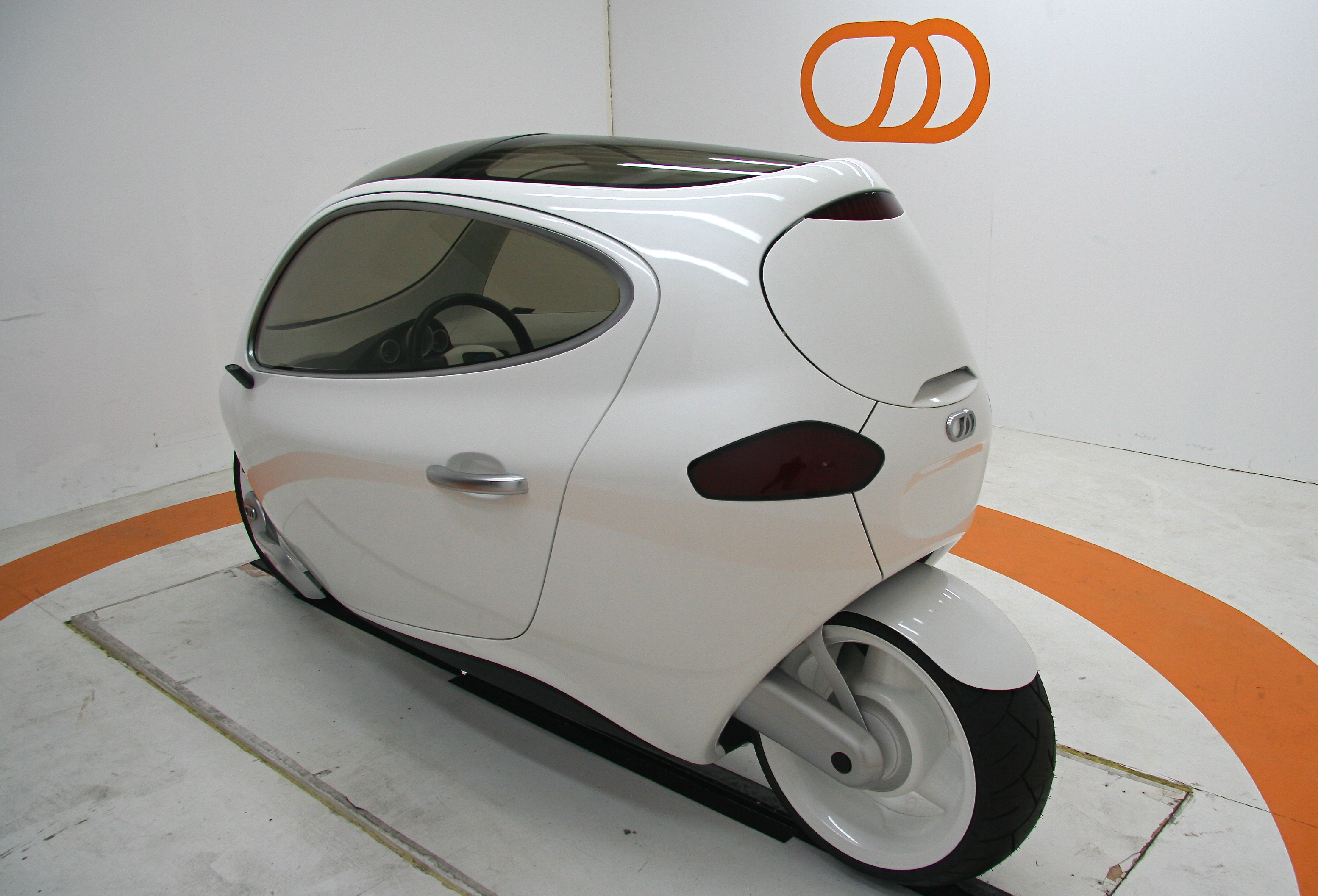
Phía sau xe

C-1 là tên của phương tiện cá nhân mới, là sự kết hợp hoàn hảo giữa tính tiện nghi của xe hơi và tính linh hoạt của xe gắn máy, đủ chỗ cho hai người và sử dụng hệ thống ổn định hồi chuyển để đứng thẳng khi không di chuyển. Điểm nổi bật của C-1 chính là khả năng tự cân bằng. Nhà sản xuất quảng cáo rằng dù có bị một phương tiện khác đâm vào nhưng C-1 vẫn có thể đứng vững bởi xe được trang bị hệ thống tự cân bằng Thrustcycle SRT với khả năng chuyển đổi năng lượng khi phanh để sạc pin.
C-1 được trang bị vỏ bọc kim loại chắc chắn và được thiết kế với mui như xe hơi, cũng được điều khiển bằng vô-lăng, ga và phanh thông qua bàn đạp chân. Tuy xe chỉ có 2 bánh như xe máy, song cũng đủ để đứng vững, ngay cả khi xe bị đâm từ phía cạnh, nhờ vào hệ thống cân bằng tương tự dòng xe Segway. Tốc độ tối đa của chiếc xe máy lai ôtô này là hơn 190 km/h và có thể đi được hơn 320 km nếu pin được sạc đầy.
Bên cạnh đó xe có kích thước nhỏ gọn như xe máy, lại có kính bao bọc kín như ô tô, dùng để đi lại trong thành phố. Kiểu dáng xe sang trọng và hiện đại. Sử dụng thuận tiện và không gây ô nhiễm môi trường. Trong xe có 2 chỗ ngồi, có điều hòa nhiệt độ và nhiều túi khí. Hệ thống con quay hồi chuyển giúp hai bánh của xe có thể đứng vững khi đỗ như ô tô. C-1 được trang bị hai con quay hồi chuyển điện tử, có khả năng tạo ra mô men xoắn hơn 1.700 Nm, giúp giữ ổn định và đứng thẳng ngay cả khi chiếc xe đang đứng im. Ấn tượng hơn, nó cũng sẽ giữ C-1 đứng thẳng ngay cả khi chịu tác động từ bên ngoài.
C-1 không chỉ giúp người sử dụng cảm thấy thoải mái như trong xe hơi, mà còn giúp họ được bảo vệ an toàn hơn vì nó không bị đổ khi xe đâm vào chướng ngại vật. Vì thế người sử dụng sẽ không cần đội mũ bảo hiểm. Sử dụng xe C-1 không chỉ tránh bị nắng mưa, mà còn an toàn bởi xe không bị đổ khi bị va chạm. Ngoài ra C-1 còn được trang bị hệ thống kết nối hiện đại giúp người lái xe nắm được đầy đủ thông tin về giao thông và điều kiện thời tiết.
| Xuất xưởng | Mômen xoắn   | Công suất động cơ | Tốc độ tối đa | Phạm vi mỗi lần sạc | Thời gian sạc |
| ---------- | ------------ | ----------------- | ------------- | ------------------- | ------------- |
| 2014       | 1,300 ft-lbs | 20 kW             | 100+ mph      | Lên đến 200 dặm     | 4-6 giờ       |

Daniel Kim là người đưa ra sáng kiến về việc phát triển C-1. Ông cũng từng là nhân viên thiết kế cơ khí của hãng Land Rover, cùng với một đội ngũ kỹ sư và chuyên gia công nghệ, đang tích cực làm việc để có thể cho ra mắt C-1 vào năm 2014. Họ cũng đã có những dự tính trước về điều kiện giao thông đường bộ, điều kiện khí hậu để lập trình cho chiếc xe. C-1 được cung cấp năng lượng bởi động cơ điện có công suất 20 kW, cho phép tăng tốc từ 0 đến 100 km/h trong vòng 6 giây, trước khi đạt vận tốc tối đa hơn 160 km/h. Một lần nạp đầy điện chiếc xe có khả năng chạy liên tục trong khoảng 320 km.
Mức giá khởi điểm của C-1 khi cho ra mắt 1000 chiếc đầu tiên vào năm 2014 sẽ là 24.000 USD. Sẽ phải mất từ 1-2 năm mức giá này mới có thể giảm xuống ngưỡng 16.000 hoặc 14.000 USD. Đến khi đạt tới quy mô "đại trà" (trên 100.000 sản phẩm bán ra mỗi năm) vào năm 2018, C-1 sẽ tụt xuống mức 12.500 USD. Hiện công ty đang cho nhận đặt trước với giá 250–10.000 USD. Hãng sản xuất cho biết C-1 sẽ được phân phối ra khu vực Bắc Mỹ, sau đó đến châu Âu, Đông Á, Nam Á, Úc và Nam Mỹ.

### Cargo Scooter
Cargo Scooter (xe scooter chở hàng) của Lit Motors hiện vẫn còn đang trong giai đoạn phát triển. Công ty đã gọi chiếc Cargo Scooter là "xe chở hàng của các nước đang phát triển". Tương tự như C-1, Cargo Scooter cũng chạy hoàn toàn bằng điện với pin lithium sắt phosphat, có thể chở các thùng hàng có khối lượng lên đến 22 in và trọng lượng lên tới 300 cân Anh với tốc độ tối đa 35 km/h, mỗi lần sạc đầy khiến xe có khả năng chạy liên tục trong khoảng 50-100 dặm.
Daniel Kim cho biết chiếc scooter này sẽ sớm có mặt tại Mỹ với mức giá khoảng từ 2.000 đến 4.000 USD, riêng đối với các thị trường đang phát triển như Ấn Độ và Trung Quốc thì Lit Motors tập trung chủ yếu vào việc bán một phiên bản giá rẻ hơn khoảng từ 500 đến 800 USD.